# Алама (комарка)

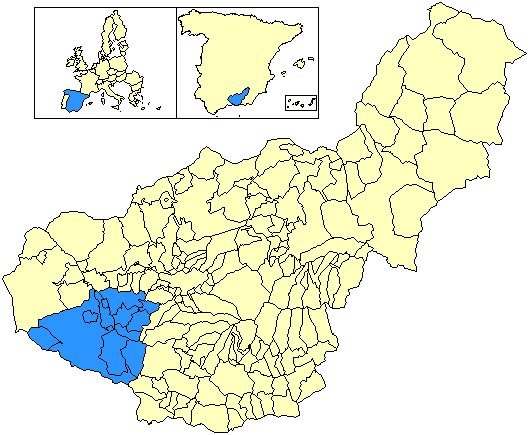

Алама (исп. Comarca de Alhama)  — район (комарка) в Испании, входит в провинцию Гранада в составе автономного сообщества Андалусия.

## Муниципалитеты
1. Агрон
2. Алама-де-Гранада
3. Вентас-де-Сафаррая
4. Аренас-дель-Рей
5. Форнес
6. Хатар
7. Касин
8. Чименеас
9. Эскусар
10. Хайена
11. Ла-Малаа
12. Санта-Крус-дель-Комерсио
13. Вентас-де-Уэльма
14. Сафаррая
15. Агрон
16. Чименеас
17. Эскусар
18. Ла-Малаа
19. Вентас-де-Уэльма